# Ranica
Ranica – miejscowość i gmina we Włoszech, w regionie Lombardia, w prowincji Bergamo.
Według danych na styczeń 2009 gminę zamieszkiwało 6016 osób przy gęstości zaludnienia 1446 os./1 km².